# Harry Bromage
Henry Bromage (sinh ra ở Derby, Anh) là một cầu thủ bóng đá từng thi đấu ở Football League cho Derby County, Burton United và Leeds City.